# Gleb Bokii
Gleb Ivanovich Bokii (Глеб Иванович Бокий, 1879-1937) foi um comunista ativista político e revolucionário ucraniano no Império Russo. Ele se graduou no Petersburg Mining Institute em 1896.
Após a Revolução de Outubro de 1917, tornou-se um dos principais membros da Tcheka, a polícia secreta soviética. A partir de 1921 até 1934, Bokii foi o chefe do chamado "serviço especial" desta organização, tendo sido responsável pelo sistema de campos de concentração da União Soviética. Bokii era um bolchevique idealista que odiava o uso dos privilégios especias que a elite comunista reservava para si mesmo depois de ter tomado o poder.
Ele permaneceu um funcionário de nível superior no aparato policial até sua repentina prisão em maio de 1937, parte do Grande Terror. Bokii foi julgado e executado em novembro daquele mesmo ano. Em 1956, Bokii foi reabilitado postumamente pelas autoridades soviéticas.

## Carreira revolucionária
Bokii foi um dos participantes nos círculos estudantis revolucionárias desde tenra idade, tornando-se um adepto do marxismo e unindo-se a Gueorgui Plekhanov na União de Luta pela Emancipação da Classe Operária em 1897. Ele se juntou ao Partido Operário Social-Democrata Russo (POSDR) em 1900 trabalhando na organização como um revolucionário profissional e propagandista. Bokii era da facção bolchevique dessa organização, liderada esta pelo Lenin. Ele foi eleito membro da Comissão por Petersburg de 1904 a 1909. 
Durante o curso de suas atividades revolucionárias, Bokii foi preso uma dúzia de vezes, sendo enviado duas vezes em exílio político na Sibéria. Ele usou os nomes de "Kuzma", "Diadia," e "Maksim Ivanovich" durante o período da clandestinidade do Partido Bolchevique.

## Atividades de polícia secreta
Em 13 de março de 1918, Bokii passou a trabalhar como vice-chefe da Comissão Extraordinária da Tcheka da Região de Norte e Petrogrado. Ele permaneceu nessa posição até o final de agosto de 1918, momento em que ele foi brevemente o chefe da mesma organização após o assassinato de seu chefe, Moisei Uritski.
Em abril de 1923, foi agraciado com a Ordem do Estandarte Vermelho, em reconhecimento do seu trabalho em favor da URSS.

## Prisão e execução
Em 16 de maio de 1937, Bokii foi subitamente preso pela polícia secreta e acusado de atividade conspirativa. Depois de uma longa investigação, Bokii foi levado perante o Colégio Militar do Soviete Supremo em 15 de novembro de 1937, e condenado à morte. Ele foi executado no mesmo dia.

## Reabilitação póstuma e legado
Em 27 de junho de 1956, como parte do 'degelo' patrocinado pelo novo líder soviético Nikita Khrushchev, o caso de Gleb Bokii foi avaliado pelo Colégio Militar do Soviete Supremo e ele foi postumamente reabilitado, permitindo que membros de sua família recebessem auxílios sociais, que já haviam sido negados a eles pelo Estado.